# Phare de Cesenatico
Le phare de Cesanatico (en italien : Faro di Cesenatico) est un phare situé à l'entrée sud-ouest du port de Cesenatico, dans la région de Émilie-Romagne en Italie. Il est géré par la Marina Militare.

## Histoire
Le premier phare, une tour carrée de 18 m de haut, a été construit en 1892. Il a été détruit durant la Seconde Guerre mondiale. Le phare actuel abrite un bureau de la garde côtière. Il est localisé en bord du canal du port.

## Description
Le phare  est une tour circulaire de trois étages de 17 m de haut, avec galerie au premier étage et lanterne métallique au pignon d'une maison de gardien de couleur jaune et blanche de deux étages. Le phare est blanc et le dôme de la lanterne est gris métallique. Il émet, à une hauteur focale de 18 m, deux éclats blancs toutes les 6 secondes. Sa portée est de 15 milles nautiques (environ 28 km) pour le feu principal et 11 milles nautiques (environ 20 km) pour le feu de veille.
Il possède un système d'identification automatique pour la navigation maritime.
Identifiant : ARLHS : ITA-052 ; EF-4028 - Amirauté : E2404 - NGA : 11340 .

## Caractéristiques dufeu maritime
Fréquence : 6 s (W-W)
- Lumière : 1 seconde
- Obscurité : 1 seconde
- Lumière : 1 seconde
- Obscurité : 3 secondes

|                               |
| Le phare (port de Cesanatico) |

|                    |
| Le phare (la nuit) |

### Lien connexe
- Liste des phares de l'Italie